# Корнилов, Николай Александрович
Николай Александрович Корнилов (5 июня 1930 — 29 мая 2017) — советский учёный-полярник, Герой Социалистического Труда (1970).

## Биография
Н. А. Корнилов в 1954 году окончил Высшее Арктическое морское училища имени адмирала С. О. Макарова в Ленинграде по специальности инженер-океанолог.
Получил распределение в Арктическую научно-исследовательскую обсерваторию в поселке Тикси (Якутия), где в течение семи лет изучал ледовый режим северных морей, обеспечивая навигацию на Северном морском пути.
В 1961 году был назначен руководителем дрейфующей научно-исследовательской станции «Северный полюс-10», которая была первой в истории станцией, открытой на дрейфующих льдах не с помощью самолетов, а с судна — атомного ледокола «Ленин». С момента выгрузки имущества и аппаратуры экспедиции до торжественного подъёма флага прошло не более недели. Эта станция проработала 732 дня.
Н. А. Корнилов был начальником станции «Молодёжная» (Антарктида) во годы работы 9-й (1963—1965), 11-й (1967—1969), 20-й (1974—1976), 25-й (1979—1981), 28-й (1982—1984), 33-й (1987—1989) Советских Антарктических экспедиций и 37-й (1991—1993) Советско-Российской Антарктической экспедиции.
В 1976—1994 годах — заместитель директора Арктического и Антарктического НИИ по научно-экспедиционной работе. В 1994—2002 годах работал главным специалистом АО «ИНТААРИ». Вице-президент Ассоциации полярников.
Умер 29 мая 2017 года на 87-м году жизни.

## Награды
Указом Президиума Верховного совета СССР от 16 ноября 1970 года за отличное выполнение заданий в особо трудных условиях Арктики и Антарктики, проявленные при этом мужество и героизм, Корнилову Николаю Александровичу присвоено звание Героя Социалистического Труда с вручением ордена Ленина и золотой медали «Серп и Молот».
Награждён орденом Октябрьской Революции (1980), медалями; знаком «Отличник Аэрофлота».